# OBS Studio
OBS Studio (auch Open Broadcaster Software oder kurz OBS) ist eine freie Software, um den Bildschirminhalt eines PCs aufzuzeichnen oder über das Internet zu übertragen (Livestreaming).

## Allgemein
OBS Studio unterstützt den Nutzer bei der Übertragung von Bildschirminhalten in Echtzeit über eine Netzwerkverbindung ins Internet. Die übertragenen Inhalte können mittels verschiedener Szenen und Fenster vor der Übertragung angepasst und ergänzt werden.
Die Datenübertragung erfolgt mittels des Real Time Messaging Protocols. Die Daten können von RTMP unterstützenden Zielen (z. B. YouTube oder Twitch) empfangen und verarbeitet werden. Zur Authentifizierung und Zuordnung der Daten werden sogenannte „Streamschlüssel“ verwendet. Diese in OBS hinterlegten Zeichenfolgen werden mit den Daten an den Streaming-Dienst übertragen, mithilfe dessen der Datenstrom dem Benutzerkonto zugeordnet werden kann.
Ebenso bietet die Software die Möglichkeit, die Bildschirminhalte auf der lokalen Festplatte abzuspeichern. Für die Video-Kodierung kann OBS die Encoder x264, Intel Quick Sync Video, AMD AMF und Nvidia NVENC nutzen, um Videos im H.264-oder H.265-Format zu kodieren. Weiters ist es mit AMD-Grafikkarten ab der RX7000-Serie, Nvidia-Karten ab RTX4000 oder Intel ARC-Grafikkarten auch möglich, mit AV1 zu kodieren. Audiodaten werden entweder im MP3- oder AAC-Codec gespeichert.
OBS Studio ist in 41 Sprachen, darunter auch Deutsch, verfügbar. Das Logo zeigt ein linksdrehendes Dreifach-Tomoe.

## Geschichte
OBS Studio wurde als kleines Projekt von Hugh Bailey gestartet. Es erreichte viele Internet-Nutzer, die an der Software mitarbeiteten, um das Projekt zu unterstützen und die Software zu verbessern. 2014 begann die Entwicklung an einer weiteren, von Grund auf neu entwickelten Version von OBS. Diese beinhaltet zusätzliche Funktionen und Unterstützung für mehrere Betriebssysteme (Windows, macOS und Linux). Die zu Anfang als OBS Multiplatform bereitgestellte Software steht heute unter dem Namen OBS Studio zum Download bereit. Um Verwechslungen zu vermeiden, wurde die ursprüngliche OBS-Software in OBS Classic umbenannt. Im August 2016 wurde das letzte Update für OBS Classic veröffentlicht und die Unterstützung eingestellt, um die Entwicklung auf den Nachfolger, OBS Studio, zu konzentrieren.

## Plug-ins
Der Funktionsumfang von OBS und OBS Studio kann mittels Plug-ins erweitert werden. Plug-ins werden auf der offiziellen Website von OBS bereitgestellt, welche hauptsächlich von Nutzern der Software entwickelt und in verschiedene Kategorien unterteilt werden. So gibt es Plug-ins wie automatische Szenen-Wechsler oder Remote-Kontrolle (über einen Webbrowser), aber auch Plug-ins, die die Aufnahme oder das Streamen von weiteren Quellen ermöglichen als die von OBS bereitgestellten.